# Deionkammer

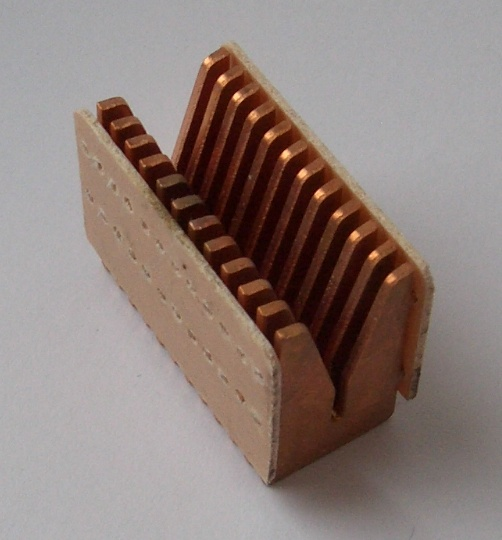
Deionisations-Kammer

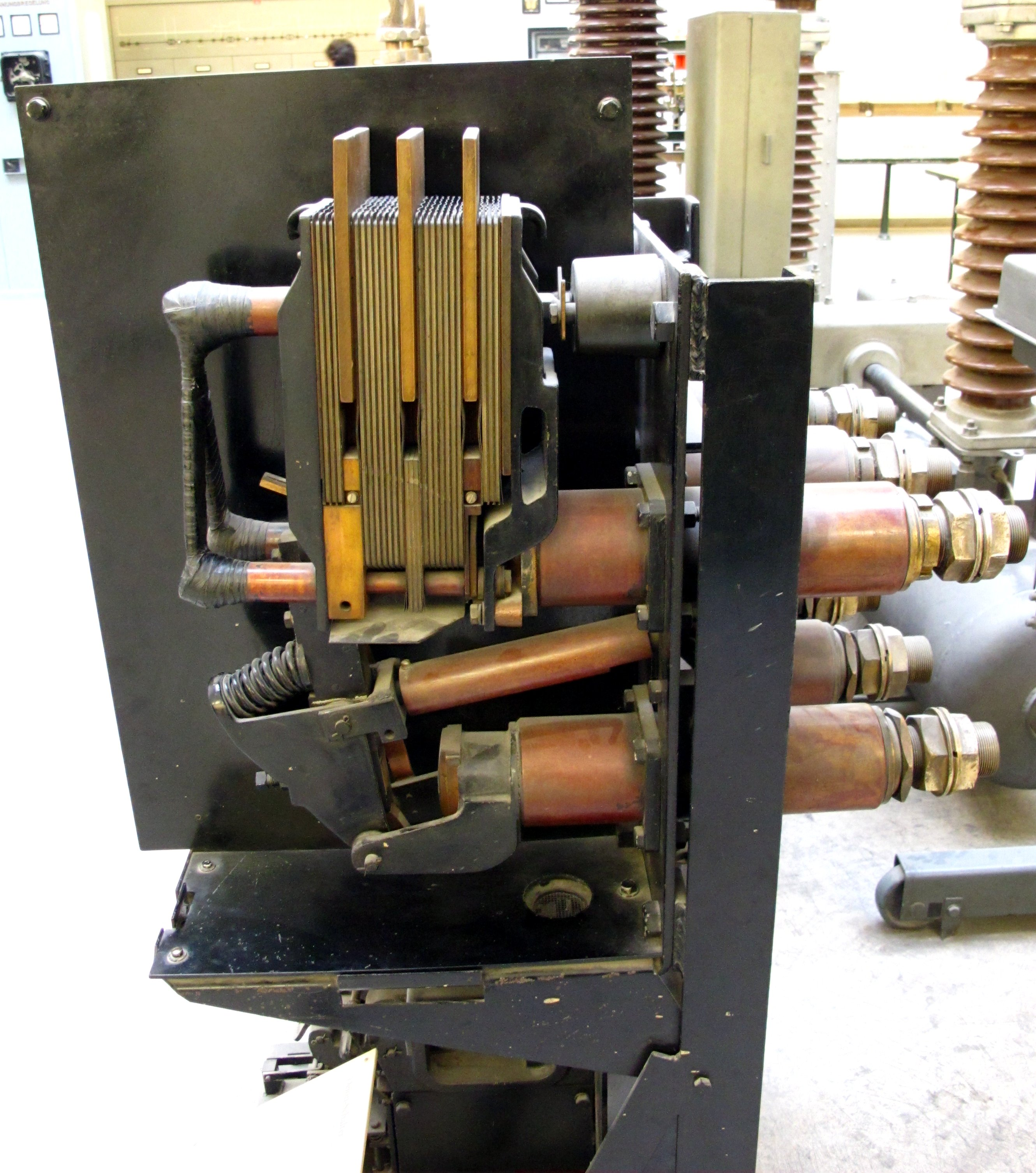
Historischer Leistungsschalter mit Deionkammern

Eine Deionkammer, auch als Deionisations-Kammer, Funkenlöschkammer oder Lichtbogenlöschkammer bezeichnet, ist in der elektrischen Energietechnik eine Vorrichtung zur Funkenlöschung von Schaltlichtbögen, wie sie bei dem Ausschalten von hohen elektrischen Strömen, typischerweise bei einem elektrischen Kurzschluss, auftreten. Anwendung findet die Deionkammer als Bauelement in Leitungsschutzschaltern und Fehlerstrom-Schutzschaltern bis zu Ausschaltströmen von 25 kA.

## Aufbau und Funktion
Bei dem Ausschaltvorgang von hohen Strömen kommt es bei Kontakttrennung zu einem Schaltlichtbogen zwischen den Kontakten. Dieser Lichtbogen, gebildet aus ionisierter Luft und Metalldampf, führt auch bei schneller Kontakttrennung zu Kontaktabbrand und muss zur Vermeidung von Folgeschäden möglichst schnell gelöscht bzw. deionisiert werden. Wird die Brennspannung des Lichtbogens (Bereich 20 Volt) nicht unterschritten und fließt der Strom weiter, bleibt der Lichtbogen bestehen. Beim Ausschalten von Wechselspannung kommt es durch die Nulldurchgänge zu einem kurzen Erlöschen des Lichtbogens. Allerdings bleibt die Schaltstrecke über eine kurze Zeit hinweg teilweise ionisiert und somit leitfähig, sodass es ohne Löscheinrichtung wie der Deionkammer auch bei Wechselspannung zu einer erneuten Zündung des Lichtbogens kommen kann.
Die eingesetzte Deionkammer besteht aus mehreren, elektrisch voneinander isolierten verkupferten Eisenblechen, den sogenannten Deion-Blechen. Die Schaltkontakte sind unmittelbar bei der Deionkammer angeordnet, sodass sich der Lichtbogen beim Öffnen der hornförmigen Schaltkontakte im V-förmig gestalteten Bereich der Deionkammer bewegt. Die Funkenlöschung wird folgendermaßen erreicht:
1. Der Lichtbogen breitet sich durch magnetische Kräfte und die Expansion des Plasmas in die Löschkammer aus
2. Der Lichtbogen wird zwischen den Metallplättchen in Teillichtbögen aufgespalten, wobei die Summe der Teillichtbogen-Spannungen gegenüber der eines durchgehenden Bogens stark vergrößert ist, da jeder Teillichtbogen einen Kathodenfall aufweist. Die Bleche sind zunächst kalt und es verdampft von dort kein Metall.
3. Durch die Segmentierung und die gute thermische Leitfähigkeit der Metallplättchen wird dem Lichtbogen Wärme entzogen.

Funkenlöschkammern mit Deionblechen werden bevorzugt im Niederspannungsnetz bei Spannungen unter 1 kV eingesetzt. Bei Mittelspannung werden beispielsweise Vakuumschalter oder Schalter mit komprimiertem Schwefelhexafluorid (SF6) als Selbstblasschalter eingesetzt. Bei Hochspannung kommt ebenfalls SF6 oder Druckluft zum Beblasen zum Einsatz, um den Bogen zu segmentieren und das Plasma zu entfernen.

## Alternativen
Im Mittelspannungsbereich werden Hartgasschalter als Lastschalter eingesetzt.
Die Löschung des Lichtbogens geschieht hier durch das in einem Kunststoff-Schlitz, in den der Lichtbogen gezwungen wird, entstehende Hartgas. Der Kunststoff verdampft zu einem Teil durch den Lichtbogen und der organische Dampf kühlt ab, expandiert und setzt die Ionenlebensdauer herab. 